# 大城美和
大城 美和（おおしろ みわ、1983年8月26日 - ）は日本の元グラビアアイドル、元タレント。ライン・プロダクツに所属していた。北海道札幌市生まれ、神奈川県育ち。

## 経歴
15歳の時に渋谷でスカウトされ芸能界入り。2001年、テレ朝エンジェルアイとファイブスターガールに選ばれる。以降、テレビや雑誌グラビアなど幅広く活躍。また、アニメ『エイケン』の東雲ちはるを演じ、イメージソング『あなたを信じてる』でCDデビューしている。
2007年12月29日に芸能活動を休止した。2020年から映像コンテンツ権利処理機構に連絡のとれない権利者として掲載されている。

## 人物
- 一人称は「みぃ」。
- 趣味はショッピング、パソコン、映画鑑賞。特技はバトン。
- 好きな食べ物はレバ刺し。嫌いな食べ物はメンマ。
- 父親は沖縄県、母親は北海道出身。

## 出演

### テレビ番組
- 真夜中の王国（2003年 - 2004年、NHK BS2） レギュラー
- 給与明細（2003年 - 2005年、テレビ東京） レポーター
- 最強メダル伝説（2004年 - 2005年、サンテレビジョン） ほしのあきとローテーション出演。
- 情報女神（ビーナス）（2004年 - 2007年、東京MXテレビ） MC

### テレビドラマ
- 燃えよ!カバディ（2002年、東京MXテレビ）
- 宇宙最強ツヨイダー（2002年、東京MXテレビ）
- ああ探偵事務所 第5話（2004年8月6日、テレビ朝日）
- 結婚できない男 第8話（2006年8月22日、フジテレビ）

### 舞台
- 今井事務所番外公演 少年オヤジVol.3「ササクレ」（2007年11月13日 - 18日、下北沢OFFOFFシアター）

### OVA
- エイケン（2003年、2004年） 東雲千春[3]

### CM
- 『光TAXIを探せ!』（NTT東日本）

## DVD
- マウイ伝説 ~レジェンド~（2000年）
- cracy for mie?（2001年）
- テレ朝エンジェルアイ Private Resort（2002年）
- Final Beauty 大城美和（2002年）
- D-Splash! 大城美和（2002年）
- I Love Me（2003年）
- MIWA in HAWAII（2003年）
- カバーガールズ 大城美和（2003年）
- 大城美和 Super Charge（2003年）
- Perfume（2003年）
- Se-女（2004年）
- Silky Collection「Se-女2!」B 大城美和（2004年）
- Beach Angels 大城美和 in パラオ（2004年）
- a day off（2005年）
- 大城美和 tukkataa（2006年）
- 小麦色のM（2007年）

## 書籍

### 写真集
- go.to/mi-（2001年4月、竹書房、撮影：木村智哉）ISBN 978-4-8124-0753-0
- Moving M（2001年7月、彩文館出版、撮影：塚田和徳）ISBN 978-4-916115-63-8
- cocoa(Candy Girls)（2001年12月、アクアハウス、撮影：木村晴）ISBN 978-4-86046-036-5
- GREATEST HIT（2002年8月、バウハウス、撮影：小塚毅之）ISBN 978-4-89461-909-8
- BIG APPLE（2003年5月、コンパス）ISBN 978-4877631048
- Supreme! （2004年1月24日、音楽専科社、撮影：小塚毅之）ISBN 978-4-87279-147-1
- 初夜(大城美和フォトアルバム)（2004年3月、祥伝社）ISBN 978-4-396-92106-4
- 桃色サロン(Bamboo Mook)（2004年4月、竹書房、撮影：松田忠雄）ISBN 978-4-8124-1599-3